# Doki
Doki é uma série de desenho animado canadense produzida pela Portfolio Entertainment e Discovery Kids Latin America. Teve dois pilotos lançado em 23 de dezembro de 2009 e a série estreou no mesmo canal na América Latina em 15 de abril de 2013. A série tem como protagonistas: Doki e o resto de seus novos amigos.
Em 10 de outubro de 2010, o Discovery Kids dos Estados Unidos foi substituído pelo canal Hub Network, que em 13 de outubro de 2014 foi renomeado para Discovery Familia; atualmente a série é exibida pelo canal dentro do bloco que recebeu o nome "Discovery Kids".
Em 2016, o personagem Doki foi retirada apenas do canal, afetando assim o próprio Doki da série.

## Elenco
| Personagem | Vozes                                |
| ---------- | ------------------------------------ |
| Doki       | Griffin Hook William Romain          |
| Anabella   | Katie Grant                          |
| Fico       | Lucas Kalechstein Roman Luterotti    |
| Gabi       | Sarah Sheppard                       |
| Oto        | Caden Hughes Collin Dean Lukas Engel |
| Mundi      | Tara Emo                             |

## Dublagem brasileira
Vox Mundi produziu a dublagem da série, usando nos créditos de cada episódio a locução grave (já que alguns episódios usam a locução mais acentuada).

## Personagens
- Doki - é um cão curioso, e sua paixão pela aventura o coloca nas situações mais malucas. Doki sempre está aberto a todo tipo de sugestões e conselhos de seus amigos. Além disso, aprende com seus erros e aplica seus conhecimentos a novas viagens e destinos e também é um herói que ajuda os amigos. Ao sair para uma nova aventura, ele usa o bordão: "É hora da expedição!".
- Mundi - Mundi é uma vagalume experiente. É a co-piloto de Oto em todas as aventuras do grupo, e uma fonte constante de informações para o Clube Internacional de Exploradores,[2] que depende de seus conhecimentos e conselhos quando as coisas não vão muito bem. É muito honesta e sempre ajuda os outros. Mundi só tem um pequeno problema: quando se sente provocada, nervosa ou com medo, seu corpo brilha intensamente.
- Oto - Oto é um tamanduá, o capitão,[3] motorista ou piloto de qualquer veículo ou meio de transporte que o grupo de exploradores utilize em suas aventuras. Sua confiança em si mesmo nem sempre está à altura de suas habilidades e de suas aterrissagens perfeitas. Oto adora trocar de roupa, capa ou chapéu, e sempre viaja com sua amiga Mundi. Os dois formam a equipe mais qualificada do grupo. O que Oto quebra ou estraga, Mundi sempre consegue consertar.
- Anabella - Anabella é a amorosa ema do grupo, a mais vigiada e inocente. Sempre feliz e carinhosa,[4] tende a sonhar acordada e a se distrair com qualquer coisa bonita ou incomum. É profundamente sensível e costuma se expressar por meio da dança. É uma excelente pintora, podendo reproduzir quadros famosos com perfeição. Anabella tem um espírito aberto e aventureiro, admira Doki e adora acompanhá-lo em suas viagens.
- Fico - Fico é uma lontra, o melhor amigo de Doki. Fico é o palhaço do grupo. Sempre está feliz e se destaca por ser divertido, carinhoso e impulsivo. Impetuoso e enérgico, chega a beirar[5] a hiperatividade. Ele se confunde e se distrai com facilidade, e por isso acaba se metendo em apuros e situações difíceis. Adora atividades arriscadas, esportes aquáticos e velocidade.
- Gabi - Gabi é uma cabrita, enérgica e precoce. Sempre com uma atitude adulta, ela costuma usar palavras complexas, que nem sempre compreende. Tem um grande senso de humor, é corajosa, leal, obstinada quando necessário, e também muito competitiva. Apesar de sua evidente maturidade, ela esconde um ponto fraco: tende a crer que é a mais informada do grupo, mostrando-se insensível aos sentimentos dos outros. Mas seu grande coração a salva de todas as situações complicadas.[6]

## Lista de episódios

### Temporada piloto
| Número      | Título                | Resumo |
| ----------- | --------------------- | --- |
| 01 (piloto) | Exploradores do Egito | Doki tem interesse entre as letras hieroglíficas: ele e seus amigos fazem uma viagem ao Egito para ver um desses tipos de letras egípcias.                                                                                           |
| 02 (piloto) | Uma Aventura no Gelo  | Fico é acidentalmente enviado para a Antártica. Enquanto isso, Doki e seus amigos devem viajar para este lugar para pegá-lo. Doki volta para casa e conclui o episódio. Nota: Este é o último episódio da temporada piloto da série. |

### Primeira temporada
| Número | Título                    | Resumo |
| ------ | ------------------------- | --- |
| 01     | O Cavaleiro Fico          | Enquanto está brincando de Cavaleiro, Fico é corajoso o bastante para lutar com um dragão de verdade, então a turma vai até a ilha de Komodo, na Indonésia. |
| 02     | O Bicho-da-Seda           | Anabella, sem querer, estraga o lenço de seda de sua mãe. Para consertá-lo, vai precisar de fios de seda. Em razão de pergunta sobre a "seda", Doki restaura o significado. |
| 03     | Doki em Órbita            | Doki descobre que fazer malabarismos parece tão difícil quanto parece. Comentando sobre a ação de fazer malabarismos no espaço, a turma visita a Estação Espacial Internacional. |
| 04     | A Bola Borrachuda         | Fico precisa de borracha para deixar sua bola maior. Ele mesmo pode preparar as faixas do material. Apesar de ter descoberto um lugar de onde vem a borracha, eles sigam a Floresta Amazônica, no norte brasileiro. |
| 05     | A Grande Escalada         | Doki consegue escalar o muro da Gabi e quer um desafio maior, como escalar a montanha mais alta do mundo. Com isso, a turma visita o Monte Everest. |
| 06     | O Banho do Fico           | Fico acaba se sujando e, afirmando se ele toma um banho, a turma vai até a Islândia. No final do episódio, Doki revela a história de vida de Fico, que aparece na série. |
| 07     | O Melhor Sabor do Mundo   | Ao preparar sorvete, Oto diz que a baunilha está em falta. Para saber se a baunilha vem de uma fonte mágica de Madagascar, a turma vai ao local. |
| 08     | A Baía Misteriosa         | A flor de Gabi cresce muito. Por isso a Gabi precisa encontrar um vaso maior. Após ouvir dos vasos incríveis da Baía de Fundy, no Canadá, a turma vai ao local. |
| 09     | O Aqueduto                | Oto prepara um almoço picante e todos ficam com sede. Para saber um jeito de trazer água para o clube, todos vão a Espanha, onde estudam os aquedutos romanos. |
| 10     | Queijo Quente             | No dia da competição anual de sanduíche de queijo, Fico come o ingrediente principal. Para salvar o dia, a turma decide preparar mais queijo. No final do episódio, Doki pesquisa o preparo da receita retratada no episódio. |
| 11     | Altos e Baixos            | Anabella dá balões de festa aos amigos, mas nenhum flutua no ar como o dela. Para descobrir o motivo, todos vão ao festival de balões do Novo México. |
| 12     | No Fundo do Mar           | Doki pega a vara de pesca do Oto, unindo ao lado de capitão mediterrâneo. Com isso, a turma vai ao Mar Mediterrâneo. |
| 13     | A Corrida de Bicicleta    | A turma do Doki vai a Paris para um passeio ciclístico. Oto vai alugar uma bicicleta, nunca sabendo qual deve escolher. Com isso, cada membro da turma tem sua bicicleta preferida. No final do episódio, Doki revela a melhor de todas as bicicletas e quem ganha é o "melhor" membro. |
| 14     | Uma Descoberta no Deserto | Oto fala do espaço em falta na cozinha e Doki dá a ideia de construir um galpão de alimentos, mas a madeira está em falta. Com isso, todos vão a Petra, na Jordânia, para tentar resolver o problema. |
| 15     | O Céu é o limite          | Especial de Natal. A turma chega a Nova York no Natal para descobrir como os arranha-céus são construídos, usando o que aprenderam para fazer um bolo de Natal alto e estável. |
| 16     | O Quebra-Nozes? Doce!     | Especial de fim de ano. A turma visita Moscou, na Rússia. No local, um amigo de Anabella os convida para ver uma peça da suíte "Quebra-Nozes". |
| 17     | Obras de Arte             | O quadro de Anabella é quase destruído pela água. Para descobrir como manter as obras da amiga a salvo, a turma vai a Lascaux, na França, para visitar uma caverna que abriga pinturas 17 mil anos atrás. No final do episódio, Doki revela um "segredo" de restaurar o quadro. |
| 18     | A Horta no Telhado        | Gabi diz que afastar os coelhos famintos de seu jardim sem machucá-los é um "perigo" para Doki, e a turma visita um amigo de Nova York, nos Estados Unidos, que tem o mesmo problema, mas com pássaros. No final do episódio, Doki vê uma imagem atualizada do jardim, que é um segredo para isso.                                                                                         |
| 19     | A Caneca do Fico          | Doki comenta que a caneca de cerâmica favorita de seu melhor amigo (Fico) se quebra. Com isso, seus amigos decidem substituí-la por uma nova. Para isso, eles vão a Patzcuaro, no México, um lugar famoso pela argila de alta qualidade. |
| 20     | Em Busca do Arco-Íris     | A turma surpreende ao ver um arco-íris, após uma tempestade. Para descobrir como como os arco-íris são formados, a turma visita as cataratas de Victoria, no Zimbabwe. |
| 21     | A Festa dos Monstros      | Doki e seus amigos vão fazer uma festa de Halloween, mas estão querendo que suas fantasias sejam reais. Para fazerem um filme, a turma vai a Hollywood. |
| 22     | Castelos e Monstros       | Anabella quer brincar de princesa, mas o castelo não é real. Para descobrirem se isso é verdade, a turma vai até o Lago Ness para visitarem um castelo de verdade, em que Fico vê o Monstro do Lago Ness, e ele e Gabi vão numa procura, mas Gabi tenta dizer que ele não existe. No final do episódio, Doki comenta sobre o futuro e a ascensão e queda do castelo retratado no episódio. |
| 23     | A Corrida do Ouro         | Fico quer ganhar uma buzina de bicicleta e Oto fala sobre uma joia que tem cheiro de ovo podre. Com isso, todos vão ao Canadá para encontrarem ouro e Oto diz que isso custa um monte de buzinas de bicicleta. |
| 24     | Um Passeio no Deserto     | A Turma do Doki vai à praia mas está prestes a chover, então eles vão para o deserto da África, em que Oto salva um "camelo", comentando sobre as verdades similares do deserto retratado no episódio. |
| 25     | O Aniversário Havaiano    | Todo ano, Fico consegue achar o seu presente surpresa, mas esse ano, esse é diferente. Com isso, todos vão para o Havaí esquiar na neve e surfar, segundo Doki planejou no episódio. |
| 26     | A Estrela Cadente         | Anabella lê sobre fazer um desejo ao ver uma estrela cadente e gostaria de ver uma. No final do episódio, Gabi diz que ela desconhece a razão em que isso é possível. |

## Produção
Doki foi originalmente o mascote do Discovery Kids na América Latina em 2005. Mais tarde, JBMW Media acabou desenvolvendo o personagem como uma série completa produzida e distribuída pela Portfolio Entertainment.